# Bernardo Gui
Bernardo Gui (in francese Bernard Gui, in latino Bernardus Guidonis; Royères, 1261 – Lauroux, 30 dicembre 1331) è stato un vescovo cattolico e scrittore francese, domenicano, noto per la sua opera come inquisitore e come autore del Manuale dell'inquisitore (Practica officii inquisitionis hereticae pravitatis, ca. 1320-1330), il primo manuale su questo soggetto.
Fu vescovo di Lodève ed è considerato uno dei più prolifici scrittori del Medioevo.

## Biografia

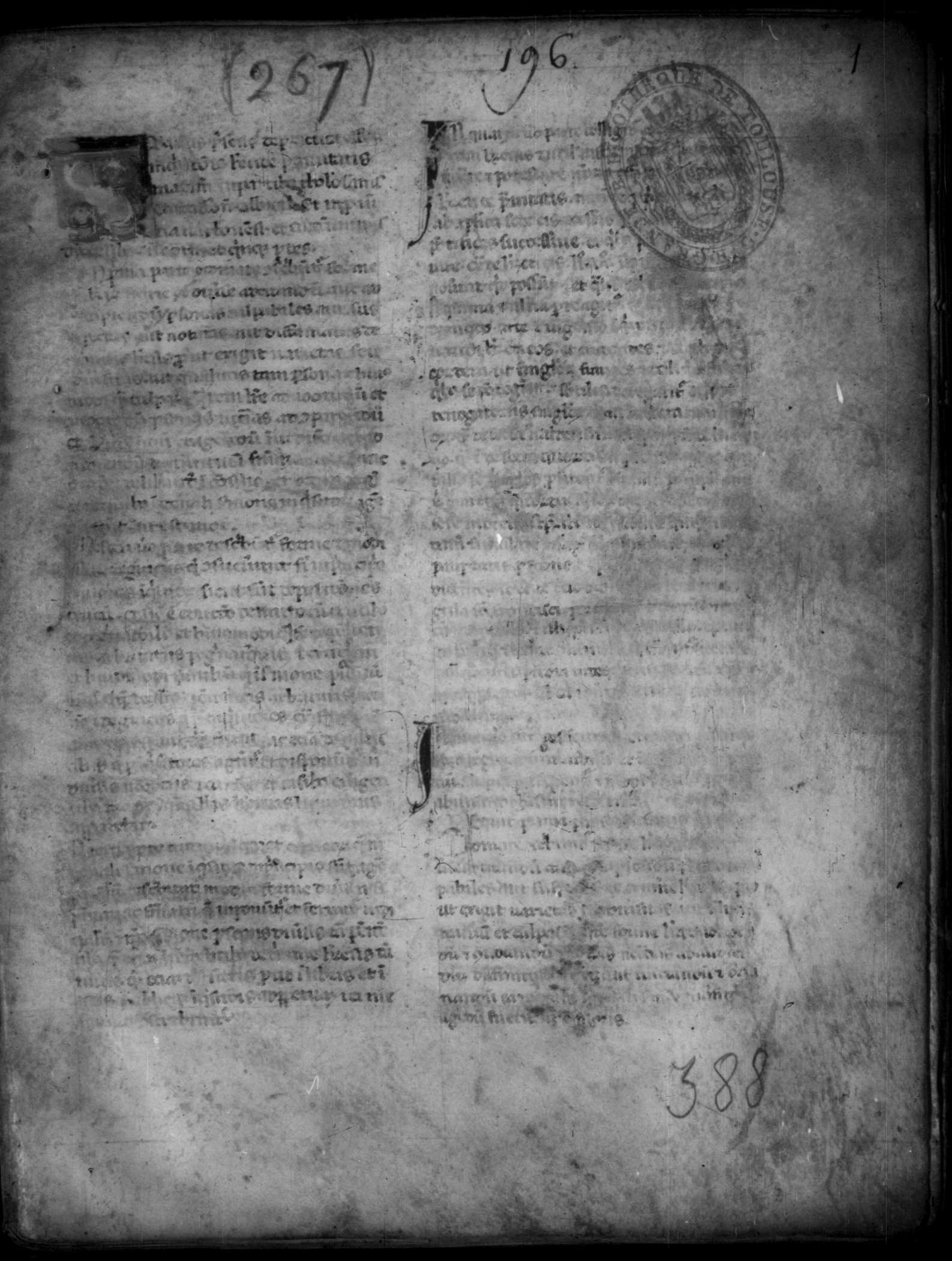
Practica officii inquisitionis heretice pravitatis, manoscritto, XIV secolo

Nacque a Royères, nella regione francese del Limosino, nel 1261. Ancora ragazzo entrò nel convento domenicano di Limoges, dove prese i voti nel 1280. Dieci anni dopo divenne priore di Albi e successivamente di Carcassonne, Castres e Limoges.
Il 16 gennaio 1307 fu nominato inquisitore di Tolosa: durante il suo primo mandato, durato fino al 1316, portò avanti una serie di processi, documentati da nove Sermones, per un totale di 536 sentenze. Fra le prime sue condanne vi furono gli Apostolici di fra Dolcino da Novara. Tra il 1309 e il 1310 Bernardo Gui portò alla condanna a morte i fratelli Pierre e Guillaume Authier, i leader del movimento cataro di rinnovamento.
Dal 1319 riprese servizio come inquisitore a Tolosa, Albi, Carcassonne e Pamiers. Questo secondo mandato è testimoniato da altri nove sermoni per un totale di 394 sentenze. A differenza del suo predecessore, tacciato di corruzione e avidità di ricchezza, Bernardo Gui si comportò con efficienza e capacità organizzativa.
Nel totale di 930 sentenze emesse contro gli eretici da Bernardo Gui, 42 furono le esecuzioni capitali, 307 le sentenze di carcere permanente, 139 le assoluzioni e le restanti furono sanzioni che consistevano in penitenze diverse. A un terzo dei condannati fu imposto di indossare un abito con le "croci degli eretici" cucite addosso.
I quattro anni di pausa tra i due mandati come inquisitore furono apparentemente dovuti al conferimento di importanti uffici per il suo Ordine per conto della Curia di Avignone. Dal 1317 prestò servizio per circa quattro anni come procuratore generale dei Domenicani; papa Giovanni XXII lo inviò con il francescano Bertrand de la Tour come nunzio apostolico in Italia a tenere negoziati di pace tra le città del nord e quelle toscane. Un accordo di pace fu raggiunto in Asti nell'aprile 1318, ma non ebbe l'effetto sperato e, dopo la primavera, i due inviati tornarono ad Avignone.
Il 21 settembre 1318 entrambi furono incaricati di mediare nel conflitto tra il re di Francia Filippo V e il conte delle Fiandre Roberto di Dampierre. I negoziati furono condotti a Parigi e Compiègne e l'11 ottobre 1318 si conclusero con un accordo di pace.
Bernardo fu anche coinvolto nella canonizzazione di san Tommaso d'Aquino: sulla base del lavoro di Guglielmo da Tocco scrisse una biografia, la Legenda Sancti Thomae de Aquino (1318-1323), e un elenco ufficiale delle opere del santo (1320). Alla solenne canonizzazione del 18 luglio 1323 fu probabilmente presente.
Il 26 agosto 1323, quando Bernardo aveva già più di 60 anni, papa Giovanni XXII lo consacrò vescovo di Tui in Galizia. Probabilmente non ne prese mai possesso, perché già nell'estate del 1324 gli fu assegnata la diocesi di Lodève. Qui morì il 30 dicembre 1331 nella sua residenza episcopale di Lauroux, nell'Hérault (Francia sud-occidentale). Secondo la sua volontà, il corpo fu trasferito a Limoges e sepolto nella chiesa del convento domenicano.

## Opere

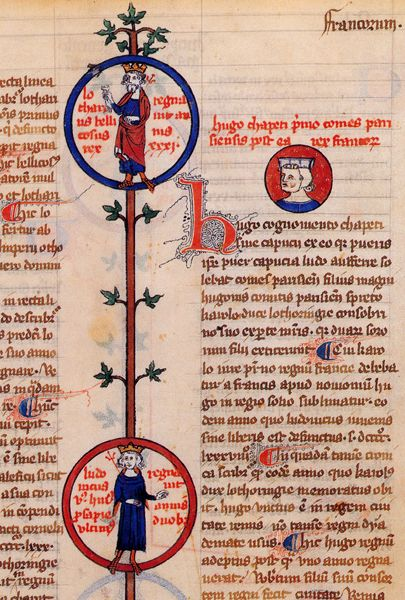
Una pagina dellArbor genealogiae regum Francorum

A dispetto delle molteplici occupazioni scrisse numerose opere, tra le quali:
- Flores chronicorum (una storia universale fino al 1331)
- Chronique abrégée des empereurs
- Chronique des rois de France
- Catalogue des Évêques de Limoges
- Traité sur les saints du Limousin
- Traité sur l'histoire de l'abbaye de St. Augustin de Limoges
- Chronique des Prieurs de Grandmont (fino al 1318)
- Chronique des Prieurs d'Artize (fino al 1313)
- Practica officii inquisitionis hereticae pravitatis (ca. 1320-1330).
- Chronique des évêques de Toulouse (fino al 1327)
- Sanctoral ou Miroir des saints
- Vie des saints
- Traité sur les soixante-douze disciples et sur les apôtres
- Traité sur l'époque de la célébration des conciles
- Compilation historique sur l'ordre des Dominicains.

La sua opera più famosa è la Practica officii inquisitionis hereticae pravitatis, un trattato in cinque parti, che costituiva un manuale delle prerogative e dei compiti dell'inquisitore: la lista delle maggiori eresie dell'inizio del XIV secolo, le citazioni, le condanne, le istruzioni per gli interrogatori dei membri di un particolare gruppo ne fanno un documento unico per lo studio dell'Inquisizione ai suoi inizi. Quest'opera, di cui si persero le notizie per lungo tempo, fu pubblicata in versione completa dall'abate Douais a Tolosa nel 1886.
Le quattro sette cristiane di eretici di cui Gui scrisse furono i Manichei, i Valdesi, gli Apostolici e i Begardi. Gli Ebrei non erano considerati cristiani, ma erano citati come "traditori", come gli stregoni, gli indovini e i negromanti.
Bernardo è anche autore di alcuni trattati di teologia:
- Abrégé de la doctrine chrétienne
- Traité de la messe
- Traité sur la conception de la Vierge

e di vari sermoni.

### Manoscritti
- Practica officii inquisitionis heretice pravitatis, XIV secolo, Toulouse, Bibliothèque d'Etude et du Patrimoine, Fonds Manuscrits, Ms 388.

## Nelle opere di fantasia
Bernardo Gui compare nel romanzo Il nome della rosa di Umberto Eco, venendo delineato come l'antagonista e antitesi del protagonista Guglielmo da Baskerville. Nell'adattamento cinematografico del 1986 diretto da Jean-Jacques Annaud è stato interpretato da F. Murray Abraham (doppiato da Sergio Rossi). Mentre nel romanzo Bernardo, conclusa la sua missione, parte dall'abbazia teatro della vicenda portando con sé due monaci accusati di eresia, destinati ad essere processati ad Avignone, e una ragazza accusata di stregoneria, nel film viene compiuto un vero falso storico: l'inquisitore trova la morte cadendo su alcuni spuntoni di ferro, che lo trapassano mentre scappa dall'abbazia per sfuggire ad una rivolta degli abitanti del villaggio, intenzionati a liberare la ragazza sua prigioniera. Nella trasposizione televisiva del 2019 del romanzo, Gui è interpretato da Rupert Everett (doppiato da Massimo Lodolo).
Bernardo Gui compare inoltre nei romanzi storici di Catherine Jinks The Notary (2001, come antagonista) e The Secret Familiar (2006, come protagonista). Ne I miserabili di Victor Hugo (libro ottavo) sono ricordati i suoi desideri in merito alla sepoltura. Appare inoltre con il nome cambiato in Bernard Guy nel manga Pilgrim Jäger, nella parte dell'antagonista.